# Dirtyphonics
Dirtyphonics je francouzské drum and bassové uskupení, které vzniklo v roce 2006. Skládá se ze čtyř Djů. Uskupení spolupracuje s hudebním vydavatelstvím Audio Porn.
Při svých vystoupeních se snaží o kombinací MPC a gramofonů o živé vystoupení, nikoli pouze o reprodukovanou hudbu.

## Členové
- Charly – Gramofony
- Pitch-in – Gramofony
- Pho – MPC
- Thomas – MPC

## Diskografie
- 2008: French Fu*k, Bonus Level
- 2009: The Quarks EP (Quarks, The Secret ft. MC Tali, Ram Trilogy – Asylum, Shimon & Dizast – Light Speed), Vandals, Lottery, Teleportation, Glow
- 2012: DIRTY (Original Mix, Metrik Remix, 12th Planet Remix, Darth & Vader Remix, Nicolas Malinowsky Remix, Synchronice Remix)
- 2013: Irreverence

## Ocenění
- 2009: DNBAA (Drum & Bass Arena Awards)- Best Newcommer Producer[1]